# Alegeri legislative în Ungaria, 2002
Alegerile parlamentare au avut loc în Ungaria pe 7 aprilie 2002, cu o a doua rundă de vot pentru 131 din cele 176 de circumscripții uninominale pe 21 aprilie.
Deși Fidesz a rămas cel mai mare partid din Adunarea Națională, în ciuda faptului că a primit mai puține voturi decât Partidul Socialist Maghiar, Partidul Socialist a reușit să formeze un guvern de coaliție cu Alianța Democraților Liberi.

## Sistem electoral
Parlamentul unicameral, numit Adunarea Națională (maghiară Országgyűlés), cel mai mare organism al statului, ințiează și aprobă legislația promovată de către prim-ministru. Un partid trebuie să obțină cel puțin 5% din voturile națională (bazat pe totalul voturilor de pe listele proporționale regionale) pentru a forma un grup parlamentar. Adunarea Națională are 386 de membrii, aleși pentru un mandat de patru ani printr-un sistem mixt: 176 de membrii obțin mandatul prin câștigarea majorității voturilor într-o circumscripție uninominală printr-un sistem cu două tururi, 140 sunt aleși prin reprezentare proporțională pe listele de partid din circuscripții (folosind lista teritorială) și 70 de parlamentari (folosind lista națională) sunt aleși prin reprezentare semi-proporțională.
Alegerile au avut loc în două zile. Pe 7 aprilie alegerile au avut loc în fiecare circuscripție, atât în cele uninominale cât și cele cu reprezentare proporțională. Pentru ca un candidat să câștige locul într-o circuscripție uninominală, acesta trebuie să obțină mai mult de 50% din voturi; la alegerile din 2002, acest criteriu a fost obținut de către câștigătorii din 45 din cele 176 de circuscripții uninominale. A existat o a doua rundă de alegeri în cele 131 circuscripții uninominale rămase, în care toți candidații mai puțin cei trei cei mai bine clasați (fiecare atingând cel puțin o cotă de 15% din voturi) în primul tur au fost excluși. De obicei partidele au format alianța între cele două tururi și și-au retras multe propriul lor candidat poziționat pe locul 3 și au îndemnat la susținerea partidului aliat astfel încât ca candidatul câștigător din turul 2 să obțină mai mult de 50% din voturi. Acest proces nu a fost unul automat ci unul rezultat din negocieri.
Alegerile cu mai multe locuri au avut loc, de asemenea, în primul tur de scrutin. 140 de locuri au fost ocupate folosind reprezentarea proporțională pe liste închise. Țara a fost împărțită în 20 de regiuni pentru alegerile cu circuscripții cu reprezentare proporțională, cu un număr variabil de membri per regiune. În cazul în care un partid a obținut mai mulți membri într-o regiune decât merita, voturile excedentare au fost deduse din totalul obținut în al doilea tur. În mod corespunzător, unui partid care a primit mai puține locuri decât merita i s-au adăugat voturile deficitare la totalul său în al doilea tur.
Alți 70 de membri suplimentari au fost aleși folosind o listă națională, pentru care alegătorul nu putea vota direct, ci indirect prin voturi pe circumscripții și regiuni, pentru a obține un rezultat mai proporțional.

## Campanie
În timp ce alegerile anterioare au fost caracterizate în mare parte ca fiind împărțite, alegerile din 2002 au atras o mulțime mult mai mare. De asemenea, a devenit evident că alegerile deveniseră, în esență, bipolare. Campania s-a adresat unui număr mult mai mare de simpatizanți decât la alegerile parlamentare anterioare. Discursurile inspiraționale au atras mulțimi mari în piețe și pe străzi. Așa a fost discursul lui Orbán ținut la Universitatea de Educație Fizică între cele două tururi și mitingul din Piața Kossuth, care nu avea precedent în istoria de 12 ani a democrației maghiare.
Având în vedere starea generală a țării și indicatorii economici buni, liderii Fidesz erau încrezători că au șanse la alegeri și erau atât de încrezători în succes încât Viktor Orbán a evitat din nou aparițiile publice în campanie. Era dificil de prezis cine va câștiga alegerile, deoarece partidul de guvernământ și opoziția erau aproximativ echilibrate.
Viktor Orbán a putut concluziona pe baza sondajelor de opinie că, datorită politicilor economice de succes, a avut un avantaj suficient pentru a învinge stânga. Cu toate acestea, elita politică a devenit divizată în evaluarea guvernului. În special clasa de mijloc metropolitană a criticat eforturile guvernului, cum ar fi secretizarea prețurilor artificiilor, Ezüsthajó Kft. sau alianța cu Partidul Micilor Fermieri și schimbarea către dreapta radicală. Fidesz l-a împiedicat cu succes pe președintele Partidului Micilor Fermieri, József Torgyán, să candideze la președinție. Popularitatea FKGP a scăzut rapid, iar politicienii micilor fermieri s-au îndepărtat de Torgyán, care s-a alăturat ulterior Fidesz.
MSZP a făcut campanie electorală pe baza promisiunii unor măsuri sociale. Dacă ar fi ajuns la putere, ar fi anunțat așa-numitul program de 100 de zile, în cadrul căruia ar fi inițiat o creștere cu 50% a salariilor angajaților, profesorilor și lucrătorilor din domeniul sănătății, precum și o pensie la 13 luni. În plus, socialiștii și-au concentrat eforturile de campanie în principal asupra capitalei și a orașelor mari. Pe lângă programul social, au făcut campanie cu sloganurile „Ungaria ne aparține tuturor, statul de drept aparține tuturor”.
Elementul central al campaniei de afișe a SZDSZ a fost portocaliul și Viktor Orbán, căruia i se atribuia calități dictatoriale și principiale.

## Rezultate
| Partid                            | Partid                                                                 | Reprezentare proporțională | Reprezentare proporțională | Reprezentare proporțională | Circumscripție uninominală turul I | Circumscripție uninominală turul I | Circumscripție uninominală turul I | Circumscripție uninominală turul II | Circumscripție uninominală turul II | Circumscripție uninominală turul II | Locuri alocate | Locuri alocate | Locuri alocate |
| Partid                            | Partid                                                                 | Voturi                     | %                          | Locuri                     | Voturi                             | %                                  | Locuri                             | Voturi                              | %                                   | Locuri                              | Național       | Total          | ±              |
| --------------------------------- | ---------------------------------------------------------------------- | -------------------------- | -------------------------- | -------------------------- | ---------------------------------- | ---------------------------------- | ---------------------------------- | ----------------------------------- | ----------------------------------- | ----------------------------------- | -------------- | -------------- | -------------- |
|                                   | Partidul Socialist Maghiar                                             | 2,361,997                  | 42.05                      | 69                         | 2,277,732                          | 40.50                              | 24                                 | 2,011,845                           | 45.77                               | 54                                  | 31             | 178            | +44            |
|                                   | Fidesz–Forumul Democrat Maghiar                                        | 2,306,763                  | 41.07                      | 67                         | 2,217,755                          | 39.43                              | 20                                 | 2,196,540                           | 49.97                               | 75                                  | 26             | 188            | +23            |
|                                   | Alianța Democraților Liberi                                            | 313,084                    | 5.57                       | 4                          | 380,982                            | 6.77                               | 0                                  | 126,966                             | 2.89                                | 2                                   | 13             | 19             | -5             |
|                                   | Partidul Maghiar al Dreptății și Vieții                                | 245,326                    | 4.37                       | 0                          | 257,455                            | 4.58                               | 0                                  | 325                                 | 0.01                                | 0                                   | 0              | 0              | -14            |
|                                   | Partidul de Centru–Partidul Popular Democrat Creștin                   | 219,029                    | 3.90                       | 0                          | 182,256                            | 3.24                               | 0                                  | 5,280                               | 0.12                                | 0                                   | 0              | 0              | Nou            |
|                                   | Partidul Muncitoresc Maghiar                                           | 121,503                    | 2.16                       | 0                          | 108,732                            | 1.93                               | 0                                  |                                     |                                     |                                     | 0              | 0              | 0              |
|                                   | Partidul Civic al Micilor Fermieri Independenți, Muncitori și Agricoli | 42,338                     | 0.75                       | 0                          | 67,401                             | 1.20                               | 0                                  | 692                                 | 0.02                                | 0                                   | 0              | 0              | -48            |
|                                   | Noul Partid al Stângii                                                 | 3,198                      | 0.06                       | 0                          | 5,597                              | 0.10                               | 0                                  |                                     |                                     |                                     | 0              | 0              | Nou            |
|                                   | Partidul Reformei al Micilor Fermieri                                  | 1,086                      | 0.02                       | 0                          | 2,758                              | 0.05                               | 0                                  |                                     |                                     |                                     | 0              | 0              | Nou            |
|                                   | Partidul Social Democrat                                               | 912                        | 0.02                       | 0                          | 590                                | 0.01                               | 0                                  |                                     |                                     |                                     | 0              | 0              | 0              |
|                                   | Partidul Maghiar al Romilor                                            | 745                        | 0.01                       | 0                          | 589                                | 0.01                               | 0                                  |                                     |                                     |                                     | 0              | 0              | Nou            |
|                                   | Partidul Micilor Fermieri, Partidul Alianței Micilor Fermieri          | 451                        | 0.01                       | 0                          | 2,699                              | 0.05                               | 0                                  |                                     |                                     |                                     | 0              | 0              | Nou            |
|                                   | Partidul Unit al Antreprenorilor Maghiari                              | 318                        | 0.01                       | 0                          | 1,288                              | 0.02                               | 0                                  |                                     |                                     |                                     | 0              | 0              | Nou            |
|                                   | Partidul Socialist Maghiar–Partidul Social Democrat                    |                            |                            |                            | 41,461                             | 0.74                               | 0                                  | 13,101                              | 0.30                                | 0                                   | 0              | 0              | –              |
|                                   | Alianța Democraților Liberi–Partidul Socialist Maghiar                 |                            |                            |                            | 27,892                             | 0.50                               | 1                                  | 40,709                              | 0.93                                | 0                                   | 0              | 1              | –              |
|                                   | Partidul Verde Maghiar                                                 |                            |                            |                            | 2,221                              | 0.04                               | 0                                  |                                     |                                     |                                     | 0              | 0              | 0              |
|                                   | Alte partide                                                           |                            |                            |                            | 3,972                              | 0.06                               | 0                                  |                                     |                                     |                                     | 0              | 0              | –              |
|                                   | Independenți                                                           |                            |                            |                            | 43,215                             | 0.77                               | 0                                  |                                     |                                     |                                     | 0              | 0              | 0              |
| Total                             | Total                                                                  | 5,616,750                  | 100.00                     | 140                        | 5,624,595                          | 100.00                             | 45                                 | 4,395,458                           | 100.00                              | 131                                 | 70             | 386            | 0              |
|                                   |                                                                        |                            |                            |                            |                                    |                                    |                                    |                                     |                                     |                                     |                |                |                |
| Voturi valide                     | Voturi valide                                                          | 5,616,750                  | 98.88                      |                            | 5,624,595                          | 99.02                              |                                    | 4,395,458                           | 99.39                               |                                     |                |                |                |
| Voturi invalide/albe              | Voturi invalide/albe                                                   | 63,897                     | 1.12                       | 55,863                     | 0.98                               | 26,963                             | 0.61                               |                                     |                                     |                                     |                |                |                |
| Total                             | Total                                                                  | 5,680,647                  | 100.00                     | 5,680,458                  | 100.00                             | 3,256,744                          | 100.00                             |                                     |                                     |                                     |                |                |                |
| Votanți înregistrați/prezența     | Votanți înregistrați/prezența                                          | 8,061,101                  | 70.47                      | 8,061,101                  | 70.47                              | 6,018,069                          | 73.49                              |                                     |                                     |                                     |                |                |                |
| Sursă: Valasztas, Resurse Alegeri |                                                                        |                            |                            |                            |                                    |                                    |                                    |                                     |                                     |                                     |                |                |                |

### Rezultatele listelor de partid pe județe
| Județ                  | MSZP        | Fidesz-MDF | SZDSZ | MIÉP | CP-KDNP | Munkáspárt | FKGP | Alții |      |   |
| ---------------------- | ----------- | ---------- | ----- | ---- | ------- | ---------- | ---- | ----- | ---- | - |
| Județ                  | Bács-Kiskun | 35.60      | 49.84 | 4.38 | 3.62    | 3.13       | 1.95 | Alții | 1.50 | - |
| Baranya                | 46.73       | 38.59      | 5.08  | 3.09 | 3.40    | 2.46       | 0.65 | -     |      |   |
| Békés                  | 42.45       | 40.98      | 4.36  | 3.68 | 3.52    | 3.58       | 1.42 | -     |      |   |
| Borsod-Abaúj-Zemplén   | 47.86       | 37.80      | 3.52  | 3.67 | 3.72    | 2.68       | 0.47 | 0.26  |      |   |
| Budapesta              | 44.12       | 31.58      | 9.56  | 6.96 | 5.72    | 1.80       | 0.27 | -     |      |   |
| Csongrád               | 40.50       | 43.16      | 4.48  | 3.67 | 4.59    | 2.42       | 1.04 | 0.14  |      |   |
| Fejér                  | 42.20       | 43.39      | 4.80  | 3.36 | 3.86    | 1.90       | 0.49 | -     |      |   |
| Győr-Moson-Sopron      | 36.24       | 51.15      | 4.10  | 3.26 | 3.23    | 1.50       | 0.53 | -     |      |   |
| Hajdú-Bihar            | 39.54       | 47.72      | 3.76  | 3.25 | 2.54    | 1.79       | 1.26 | 0.15  |      |   |
| Heves                  | 47.24       | 36.69      | 4.91  | 4.43 | 2.62    | 3.16       | 0.66 | 0.28  |      |   |
| Jász-Nagykun-Szolnok   | 46.15       | 37.96      | 4.41  | 3.68 | 2.68    | 3.74       | 1.37 | -     |      |   |
| Komárom-Esztergom      | 49.33       | 36.35      | 5.04  | 3.10 | 3.21    | 2.17       | 0.56 | 0.24  |      |   |
| Nógrád                 | 43.50       | 39.13      | 3.89  | 3.35 | 2.57    | 6.68       | 0.48 | 0.41  |      |   |
| Pesta                  | 40.27       | 41.04      | 6.65  | 5.65 | 3.95    | 1.58       | 0.69 | 0.17  |      |   |
| Somogy                 | 41.47       | 43.96      | 3.66  | 3.36 | 4.47    | 1.95       | 1.12 | -     |      |   |
| Szabolcs-Szatmár-Bereg | 42.62       | 44.99      | 2.73  | 2.81 | 3.45    | 1.44       | 1.39 | 0.58  |      |   |
| Tolna                  | 41.02       | 44.17      | 5.05  | 3.93 | 2.84    | 2.23       | 0.77 | -     |      |   |
| Vas                    | 32.39       | 53.48      | 5.41  | 3.06 | 3.59    | 1.22       | 0.73 | 0.12  |      |   |
| Veszprém               | 37.00       | 48.08      | 5.24  | 3.35 | 3.74    | 1.78       | 0.49 | 0.32  |      |   |
| Zala                   | 36.47       | 49.49      | 4.47  | 3.76 | 3.24    | 1.68       | 0.90 | -     |      |   |
|                        |             |            |       |      |         |            |      |       |      |   |
| Total                  | 42.05       | 41.07      | 5.57  | 4.37 | 3.90    | 2.16       | 0.75 | 0.12  |      |   |